# Gerrit de Morée
Gerrit de Morée ('s-Hertogenbosch, 28 januari 1909 - Breda, 13 oktober 1981) was een Nederlands beeldend kunstenaar. Hij was medeoprichter van de Bredasche Kunstkring en de Vrije School voor Beeldende Kunsten in Breda, de latere Academie voor Beeldende Kunsten St. Joost.

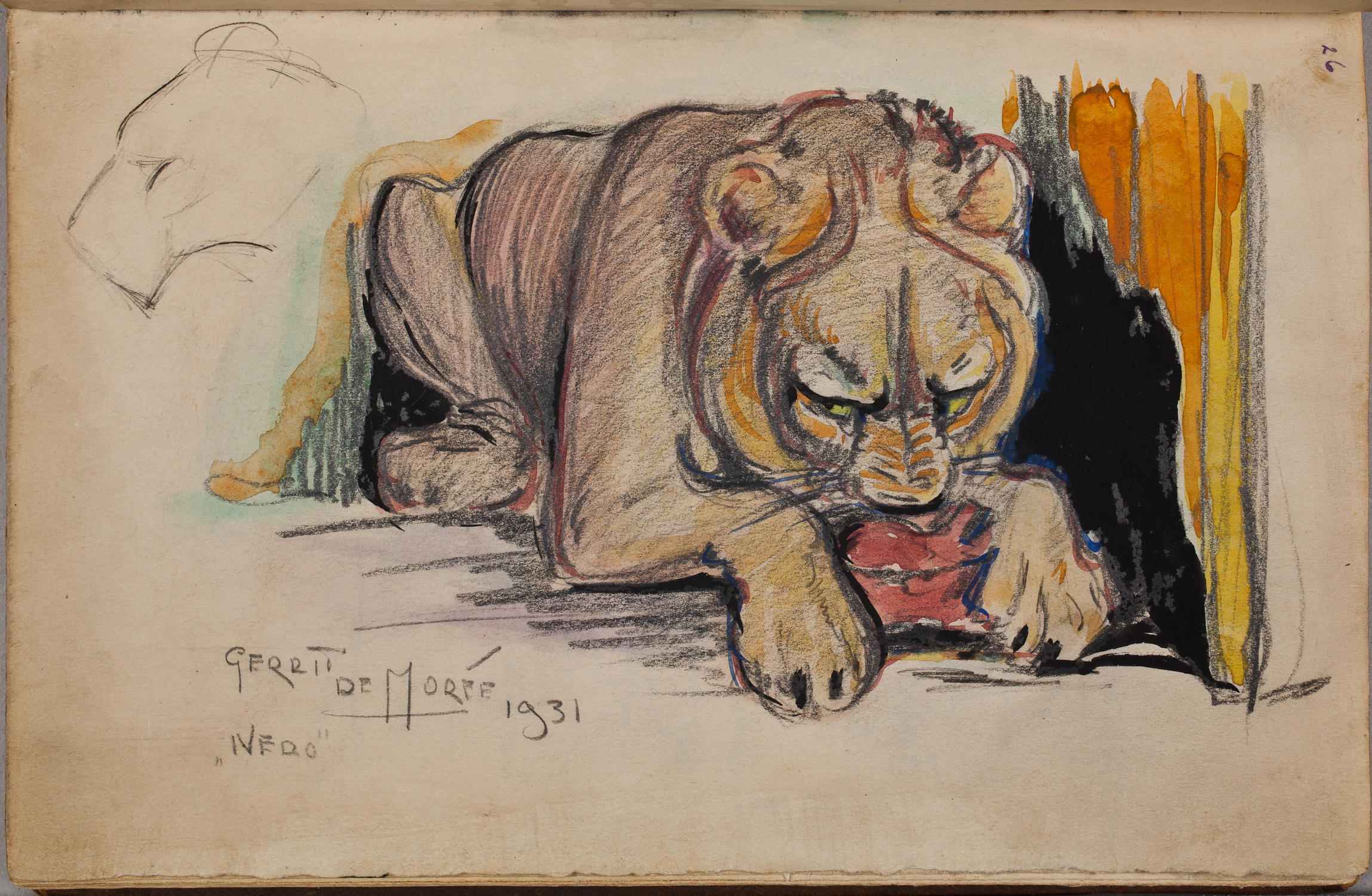
Nero, tekening uit 1931 van Gerrit de Morée

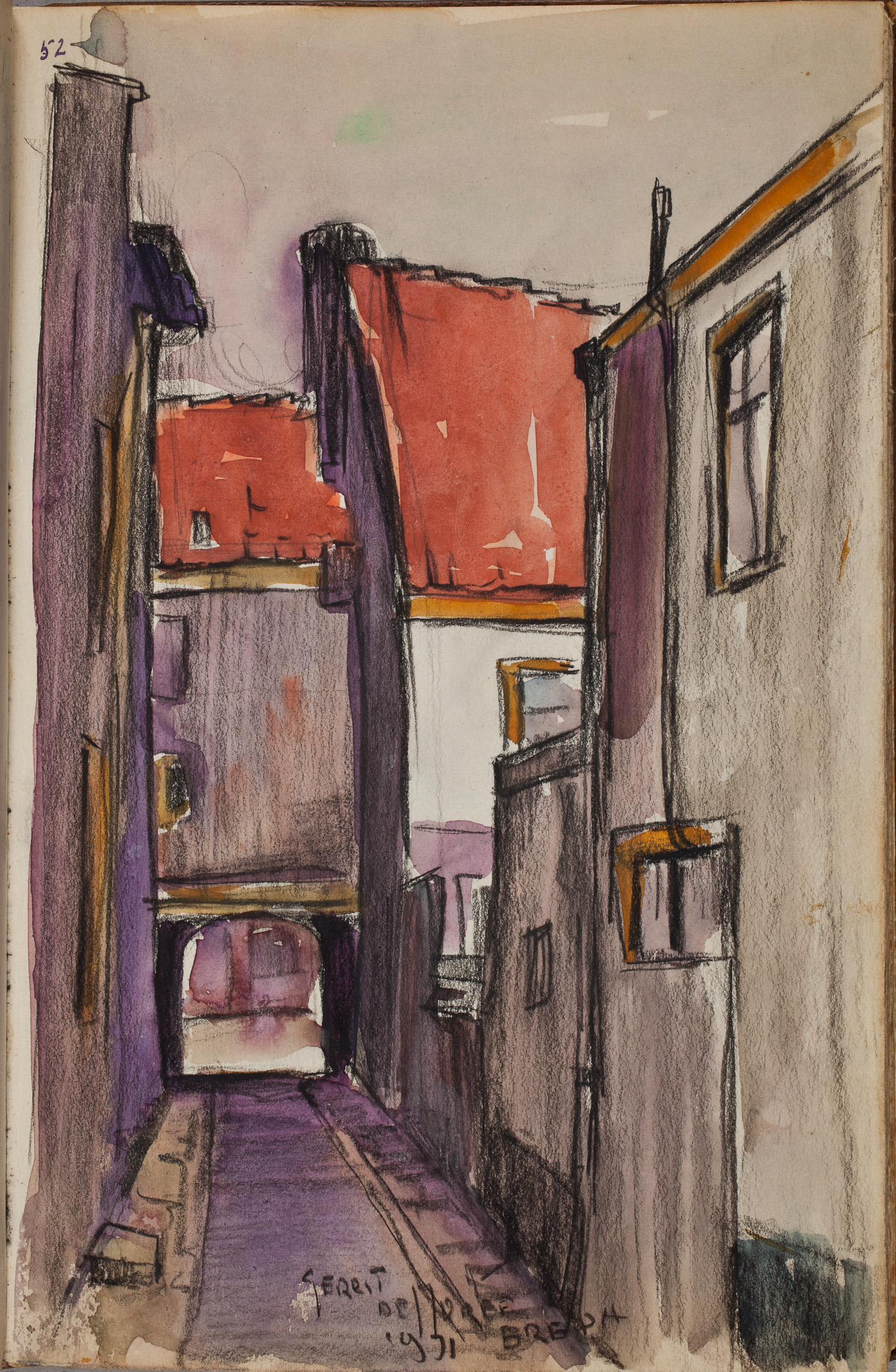
Straatje in Breda van Gerrit de Morée, 1931

## Biografie
De Morée kreeg les aan de Katholieke Leergangen in Tilburg van Jan van Delft, de Koninklijke Academie voor Kunst en Vormgeving in Den Bosch en de Académie de la Grande Chaumière in de Parijse wijk Montparnasse.
Hij was actief in talloze disciplines en vervaardigde onder meer tekeningen, schilderijen, sculpturen, litho's, wandschilderingen, gebrandschilderde ramen, sgraffiti, glasmozaïeken en baksteenreliëfs, vaak met verwijzingen naar verhalen uit de Bijbel of Mythologie. Ook illustreerde hij een groot aantal boeken; deze signeerde hij met GJL de Morée van Lierde. Ander werk signeerde hij met een 'G' bovenaan een 'M'.
In 1933 richtte hij, samen met Dio Rovers, Paul Windhausen en Jan Strube de Bredasche Kunstkring op om het kunstleven in Breda en heel Brabant te bevorderen, door het organiseren van groepstentoonstellingen van aangesloten leden. Dit was een groot succes, de kring had binnen een jaar al 140 leden.
Net na de Tweede Wereldoorlog, in 1945, richtte hij met Dio Rovers en Niel Steenbergen de Vrije School voor Beeldende Kunsten op, de latere Academie voor Beeldende Kunsten St. Joost. De eerste lessen werden gegeven in hun atelier, de oude werkplaats van de Nederlandsche Pettenfabriek J.P. Mol.
Tijdens de periode van de wederopbouw, in de vijftiger en zestiger jaren, maakte hij veel monumentaal gebouw-gebonden werk in scholen en kerkgebouwen. Hij werkte hierbij geregeld samen met het vernieuwende architectenbureau Geenen & Oskam uit Eindhoven. Een deel van dit werk is al gesloopt, ondanks reddingspogingen van de Werkgroep Monumentale Kunst van Heemschut. Pas recent ontstaat meer zicht op de omvang en kwaliteit van zijn hele monumentale oeuvre.
Een fraaie wandschildering van De Morée uit 1958 in het Electron, de voormalige electro- en schakelkastenfabriek in Breda, werd in 2018 ontdekt onder talloze lagen behang en latex en via crowdfunding gerestaureerd. Zie ook de video op youtube.
Bij een inventarisatie in 2016-2017 van kunst in de gemeente Breda trok een modern kerkinterieur in Prinsenbeek de aandacht, maar de maker was niet bekend. Na een oproep via sociale media en onderzoek in de kerkelijke archieven bleek het om uniek werk te gaan van De Morée uit 1963.
De Morée werkte zijn leven lang ook als docent in het kunstonderwijs. Bij zijn afscheid van de kunstacademie St. Joost in 1974 werd hij geëerd met een tentoonstelling van zijn werk in De Beyerd in Breda en met de publicatie 'Dag Gerrit!'.
Leerlingen van De Morée waren bijvoorbeeld Ben Brekelmans, Clemens van Lamsweerde, Jan Willemen en Pierre van Ierssel. Hij overleed in 1981 op 72-jarige leeftijd onverwacht in de kunsthandel van zijn vriend Renie Jas in Breda.

## Werken (niet volledig)
- 1932 tot circa 1942, Illustraties voor Kwartjesboeken.[12] [13]

- 1938 Zes wandschilderingen in Roosendaal. Collectie Woningstichting Aramis.[14]

- Plafondschildering in woonhuis Hoeve Alma, Noordseweg-Schoolstraat in Langeweg. Voorstelling: horoscoop. Het gebouw is gesloopt in 2017.[15]
- 1942 Wandschilderingen in het raadhuis te Chaam. Burgemeesterskamer: Boer en boerin en pastoraal tafereel en in de Raadzaal: Geschilderd kruis en wapen.[16]

- 1942 Drieluik in het museum van de Heemkundekring Paulus van Daesdonck in Ulvenhout. In het midden twee engelen en een duif. Linkerpaneel St. Mattheus. Rechterpaneel St. Jacobus met St. Jacobskapel. Het kunstwerk is afkomstig uit de St. Jacobskapel te Galder.[17]
- 1944 Kruisweg (14 kruiswegstaties) voor de Maria Hemelvaartkerk[18] in Graauw. Na sluiting van de kerk in 2016 verhuisd naar depot Bisdom Breda.

- 1945 Deirdre en de zonen van Usnach. Getekend drieluik, gebaseerd op het dichtwerk van Adriaan Roland Holst. Collectie Universiteit Leiden.[19]

- 1945 Onze Lieve Vrouwe van Brabant schildering in de veldkapel, Ettenseweg (naast nr.64), Rijsbergen. Sindsdien meerdere keren onoordeelkundig bijgewerkt en overgeschilderd, in resp. 1975, 1999 en 2019.[20][21] Foto uit 1980 in West-Brabants Archief.
- 1945 St. Franciscus met vogel in een Brabants landschap, olieverf op doek. Collectie Museum Jan Cunen in Oss.[22][23]

- 1947 Wandschilderingen in Ignatiusziekenhuis te Breda, bij ingang van de kapel, voorstellende de vier evangelisten.[24] [25] Wandschildering van St. Rochus in Rochuspaviljoen voor besmettelijke ziekten. De bebouwing is later grotendeels gesloopt.
- 1950 Glas-in-lood ramen in de H. Petrus Apostelkerk te Schoondijke.
- 1952 Wandschildering en glas-in-lood in de O.L.Vrouw Hemelvaart kerk te Huijbergen.
- 1953 Glas-in-lood ramen in de Mariakerk te Oosterhout (NB), verbouwd tot kantoorruimte.
- 1953 Wandschildering in ontvangsthal Vandra papier- en kartonfabriek te Oosterhout, Wilhelminakanaal Zuid 106, nu Smurfit Kappa Vandra BV. Verbeelding van een puntdicht van Anton van Duinkerken.[26]
- 1954 Wandschildering in hoofdgebouw van technische school De Burgh, Piuslaan 93, Eindhoven.[27] Voorstelling: Inspiratio. Situatie onbekend.
- 1955 Twee wandschilderingen in trappenhuis Pius X - school [28] [29](nu Kindcentrum Bricks) te Best. Ook waren er sgraffiti in de hal.[30]
- 1957 Textiel appliqué: twee wandkleden met voorstellingen Orpheus in de onderwereld en Zonnelied van Sint Franciscus.[31] Locatie onbekend.

- 1958 Wandschildering in het Electron gebouw, voormalige elektra-fabriek, Speelhuislaan 171, Breda. "Beeltenis van een figuur omgeven door electromagnetische krachten en een vogel gevangen in een electromagnetisch veld." De muurschildering werd in 2018 gerestaureerd.[32]
- 1958 Glas-in-lood crucifix en glas-in-betonraam voor nieuwe kapel bij klooster/retraitehuis Regina Pacis, Heideweg 52 in Soest. Gesloopt in 2019 voor de bouw van 8 villawoningen. Afbeeldingen in Archief Eemland. De crucifix werd herplaatst in kleine nieuwe kapel op kloosterbegraafplaats in Lage Vuursche, achter de zorginstellingen op Kloosterlaan 29A.
- 1959 Sgraffito in de RK ambachtsschool, later Walewyc Mavo, Vredesplein 11 te Waalwijk. Gestileerde figuur met vogel en vissen. Het gebouw is met het kunstwerk gesloopt in november 2016.[33]
- 1960 Wandschildering levensvreugde en blijheid en sgraffito in Mariaschool te Best. Gesloopt in 1995.[34]
- 1960 Sgraffito in Michaëlschool, later basisschool De Troubadour, Maria van Bourgondiëlaan 2 in Eindhoven. Gesloopt in 2022.[35] Voorstelling Aartsengel Michaël met zwaard, die waakt over de schepping en de kinderen.
- 1961 Sgraffito met mozaïek in voormalig HBS-internaat St. Martinus aan het Laag Bolwerk 45 in Bolsward, verbouwd tot appartementencomplex. Voorstelling: sportende en spelende jongelui.
- 1961 Sgraffito met mozaïek in Huishoudschool Maris Stella, Ekkerstraat/Langenakkerweg 2 in Eindhoven. Gebouw en kunstwerk zijn gesloopt. Voorstelling: "het de school verlatende meisje, dat verschillende wegen kan ingaan".[36]
- 1962 Baksteenreliëfs. Reliëf van drie etages hoog op buitenmuur van Tessenderlandt school, Van Riebeecklaan 2 in Breda . En een baksteen reliëf met mozaïeken binnenin het schoolgebouw, voorstelling De Schepping.[37]
- 1962 Mozaïekraam (blank en gekleurd glas, gevat in stalen profielen) in de Emmaüskerk te Eindhoven. Het mozaïek verbeeldt in gestileerde vorm de Emmaüsgangers.
- 1962 + 1963 Illustraties voor nieuwe uitgaven van 'Bijbel voor de jeugd', tekst Alphons Timmermans. Uitgeverij Helmond te Helmond.
- 1963 Mozaïek in kantine op bovenste verdieping van voormalig G.A.K. gebouw aan de P. Czn. Hooftlaan 14 te Eindhoven. Voorstelling fabeldier met fluitspeler.[38] [39] Gesloopt in 1971 bij een uitbreiding van de kantine.

- 1963 Werk bestaande uit 4 delen in de R.K. Kerk O.L.Vrouw ten Hemelopneming, Prinsenbeek.[40]
  - Monochrome wanddecoratie, voorstelling Vredesduif annex Heilige Geest met Alziend Oog van God in zwarte mozaïeksteentjes.
  - Kleurig rond mozaïek, een voorstelling van "de zon, het licht der wereld: Christus".
  - Een vrijstaande ruimtelijke altaarsculptuur, een open halve cirkel omvat het ronde mozaïek, staat voor “zinnebeeld van de gebedshouding, zoals die reeds werd uitgebeeld in de catacomben van Rome”.
  - Een tweede vrijstaande ruimtelijke altaarsculptuur, als een gestileerde boomvorm, staat voor "omhoogkringelende wierook‐wolken, symbool van het opstijgende gebed van de mens naar boven, naar de hemel”.
- 1964 Textiel appliqué vorm voor Stadsschouwburg in Eindhoven, nu Parktheater. Het appliqué bevond zich op de rand van het balkon in de grote zaal, en was een geschenk van de architecten voor de opening. Voorstelling: abstracte vorm met gezicht, oog en wapen van Eindhoven. Is nu tentoongesteld in de foyer.
- 1965 Groot baksteenreliëf met mozaïeken in hal van RK LTS St. Willibrord Alkmaar, nu Petrus Canisius College Oosterhout aan de Vondelstraat 41. Voorstelling zon, maan, ster, vuur, natuur, drinker uit de bron.
- 1965-1966 Baksteenreliëf met mozaiëk in entree van RK L.T.S. Mgr. Bannenberg, nu Baanderherencollege, Baanderherenweg 2, Boxtel.
- 1967 Mozaïekraam (gekleurd glas in stalen profielen) in gereformeerde Ontmoetingskerk in Sleeuwijk. Het raam verbeeldt de ontmoeting van hemel en aarde.
- 1967 Glasmozaïek voor gymzaal van Gerardus Majellaschool (later D'n Overkant) aan de Stationsstraat in Etten-Leur, voorstelling Kindercarnaval. Bij een transformatie van de school naar woningen in 2016 werd het kunstwerk veiliggesteld en in oktober 2022 herplaatst in Gezondheidscentrum De Keen in Etten-Leur.[41]
- Driedimensionale dierfiguren van zinkplaat. Doe-het-zelf versie uitgegeven in de vorm van Boek Artis-Forma, knippen en vouwen in drie dimensies. Eerste druk: 1967. Herdruk in 2022. [42]
- 1967-1971 Intarsia (inlegwerk) in linoleum / mipolam vloeren van nieuwe ziekenhuis Mariastichting, Van Heythuijzenweg te Haarlem. Gesloopt in 2006.[43]
- 1971 Baksteenreliëf met mozaïek in RK L.T.S. St. Jozef, nu Tabor College d'Ampte, Berkhouterweg 5, Hoorn. Voorstelling: Westfriese landschap, met dijken, gemaal en overvliegende vogel. [44]
- Divers vrij werk, grafiek en schilderijen

## Tentoonstellingen
- Groepstentoonstelling Bredasche Kunstkring in Van Abbemuseum Eindhoven, 22-11-41 tot 15-12-41.[45]
- Solo tentoonstelling in De Beyerd Breda, 11-01-1974 tot 10-02-1974. [46]
- Solo tentoonstelling 18 mei tot en met 10 juni 2018 in Electron Breda.[47]
- Expositie Vouwdieren van Gerrit de Morée van 5 tot en met 27 november 2022 in het Gele Huis in Princenhage.[48]

## Werk in openbare collecties
- Museum Jan Cunen in Oss
- Stedelijk Museum Breda, voor online afbeeldingen zie https://www.stedelijkmuseumbreda.nl/nl/de-collectie
- Universitaire Bibliotheken Leiden
- Heemkundig Museum Paulus van Daesdonck  in Ulvenhout

## Afbeeldingen
Meer afbeeldingen van zijn werk op Wikimedia Gerrit de Morée
- Biografisch Portaal: 05688410
- Digitale Bibliotheek voor de Nederlandse Letteren: more036
- International Standard Name Identifier: 0000 0003 8749 7074
- Nederlandse Thesaurus van Auteursnamen: 073680451
- RKD-Nederlands Instituut voor Kunstgeschiedenis: 57647
- Virtual International Authority File: 280482459
- WorldCat: E39PBJgRMQR4GpBDrhr8hcXGHC